# Nachal Silka
Nachal Silka též Nachal Salka (hebrejsky נחל סלקה, arabsky Vádí Salka) je vádí v jižním Izraeli, v severozápadní části Negevské pouště, a v pásmu Gazy.
Začíná v nadmořské výšce okolo 100 metrů západně od vesnic Nirim a Ejn ha-Šloša, v rovinaté, zemědělsky využívané krajině, která díky soustavné kultivaci ztratila pouštní charakter. Směřuje pak k severozápadu a vstupuje na území pásma Gazy, kde se stáčí k severu. Míjí hraniční přechod Kisufim. Od východu sem z izraelské strany ústí vádí Nachal Adi a Nachal Sa'id. Potom se odklání k západu, do nitra pásma Gazy. Míjí zbytky izraelské osady Kfar Darom, která tu existovala do roku 2005. Ústí do Středozemního moře jihozápadně od města Dejr al-Balach.